# Lumholtz-kúszókenguru
A Lumholtz-kúszókenguru (Dendrolagus lumholtzi) a Diprotodontia rendjéhez, ezen belül a kengurufélék (Macropodidae) családjához és a fakúszó kenguruk (Dendrolagus) nemhez  tartozó faj.

## Előfordulása
Ausztrália területén honos. Viszonylag kicsi elterjedési területe az Atherton-fennsíkra korlátozódik.

## Megjelenése
Testhossza 110–130 cm. Hátsó lábai erősebbek, mint a szárazföldi kenguruknak. A mellső lábak majdnem olyan hosszúak, mint a hátsó lábak. A feje kicsi és kissé háromszög alakú. A fülek kicsik és kerekek. A szőrzete barna, lehet sötétbarna és fekete is. A szügye és a hasa krémszínű.

## Életmódja
Éjjel aktív. Az állat élete túlnyomórészét a fán tölti. A fáról néhány méterre leugrik a földre sérülés nélkül. A Lumholtz-kúszókenguru növényevő. Táplálékai: levelek és gyümölcsök.

## Szaporodása
Az ivarérettség 4,5 éves korban kezdődik. A párzási időszak egész évben tart. A vemhesség 47-64 napig tart, ennek végén a nőstény egy kölyöknek ad életet. A kölyök körülbelül 2 hüvelyk hosszú és 2 grammos. 246-275 naposan elhagyja az erszényt.

## Fordítás
- Ez a szócikk részben vagy egészben  a   Lumholtz-Baumkänguru című német Wikipédia-szócikk fordításán alapul.  Az eredeti cikk szerkesztőit annak laptörténete sorolja fel. Ez a jelzés csupán a megfogalmazás eredetét és a szerzői jogokat jelzi, nem szolgál a cikkben szereplő információk forrásmegjelöléseként.